# Bádon

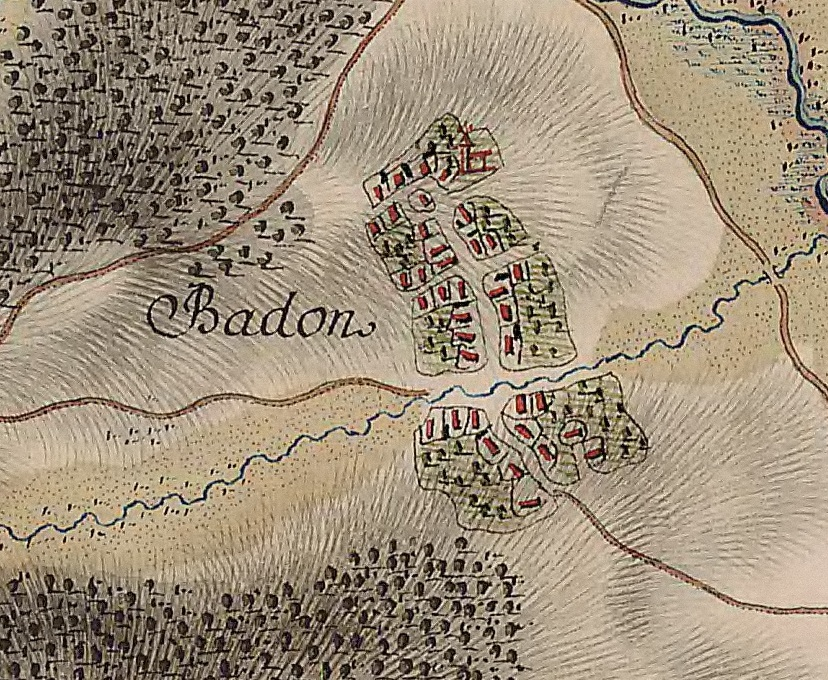
Bádon

Bádon település Romániában, Szilágy megyében.

## Fekvése
Szilágysomlyótól északkeletre, a Szilágy-patak jobb partja közelében, Szilágyballa és Varsolcz között fekvő település.

## Története
Bádon nevét az oklevelek 1344-ben említették először Badun néven.
1428-ban Nag-Boldon, Felsebaldon, 1452-ben Nag-Baldon, 1523-ban Puztha Baldon, 1542-ben Kisbaldon néven írták nevét.
Baldon első ismert birtokosai a Balduni család tagjai voltak.
1391-ben Badon birtok határjárásáról a kolozsmonostori konvent tett jelentést Zsigmond királynak, Bádoni Domokos fia Péter és Bádoni István fia Péter birtokának határát járták meg..
1423-ban a Kusalyi Jakcs család birtoka volt. Kusalyi Jakcs János mindkét kraszna megyei Baldon nevű birtokát elzálogosította száz forintért Péntek Istvánnak, Bálintnak és Mártonnak.
1492-ben Losonczi Bánffy János birtoka volt, aki azt Szarvadi Miklósnak ajándékozta azzal a kikötéssel, hogy 300 arany forint lefizetése ellenében ő vagy örökösei visszaválthassák.
1523-ban már pusztán állt.
1548-ban Kőrösi Ferencet iktatták be Puszta-Bádon praediumba.
1584-ben a váradi káptalan Báthory Zsigmond erdélyi vajda megbízásából átírta Losonczi Bánffy Boldizsár Bádon birtokról szóló határjárási oklevelét.
1715-ben és 1720-ban az összeírók egyetlen háztartást sem jegyeztek fel innen.
1733-ban már 9 oláh család lakta. 1750-ben már 216 görögkatolikus lakosa volt.
1808-ban végzett összeíráskor a következő birtokos nemes családok voltak birtokosai: Bányai, Nagy, Orgoványi, Récsei, Virág, László, Tokos, Huszti, Dul, Kis, Árvai, Dobra, Pap, Boros, Jakab, Fodor, Guti és Deák családok.
1847-ben 552 lakosa volt, valamennyi görögkatolikus.
1890-ben 493 oláh lakosa volt, melyből 489 görögkatolikus, 4 izraelita volt. A házak száma ekkor 103 volt.
Bádon a trianoni békeszerződés előtt Szilágy vármegye Zilahi járásához tartozott.

## Nevezetességek
18. századi görögkatolikus kőtemplomát az ortodox egyház 2007-ben lebontatta.